# Vengo dal basso
Vengo dal basso è un singolo del rapper italiano Laïoung, pubblicato il 24 marzo 2017 come terzo estratto dal secondo album in studio Ave Cesare: veni, vidi, vici.

## Descrizione
Il brano vede la partecipazione del rapper italiano Gué Pequeno

## Video musicale
Il video musicale, diretto da Angelo Guarracino, è stato caricato sul canale YouTube di Laïoung il 30 marzo 2017.

## Tracce
1. Vengo dal basso (feat. Gué Pequeno) – 3:50

## Classifiche
| Classifica (2017) | Posizione massima |
| ----------------- | ----------------- |
| Italia            | 50                |